# 4559 Strauss
4559 Strauss (1989 AP6) là một tiểu hành tinh vành đai chính được phát hiện ngày 11 tháng 1 năm 1989 bởi Freimut Börngen ở Tautenburg.